# Henryk Wasilewski
Henryk Wasilewski (ur. 19 grudnia 1953, zm. 16 lipca 2012) – polski lekkoatleta, który specjalizował się w biegach średnich.

## Kariera sportowa
Reprezentował Polskę w 1974 na mistrzostwach Europy w Rzymie zajmując 11. miejsce w biegu na 1500 m. W 1977 był piąty, a rok później odpadł w eliminacjach na halowym czempionacie Starego Kontynentu. Dwa razy brał udział w pucharze Europy (w 1977) oraz 15 razy bronił barw narodowych w meczach międzypaństwowych. 
Zdobył 7 medali na mistrzostwach Polski seniorów – ma w dorobku cztery złota, jedno srebro oraz dwa brązy. Stawał na podium halowych mistrzostw kraju. W sezonie 1977 podczas halowych mistrzostw Polski w Zabrzu ustanowił wynikiem 13:36,5 s. nadal aktualny rekord halowego czempionatu w biegu na 5000 m, a latem na mistrzostwach Polski w Bydgoszczy przebiegł 1500 m w 3:37,4 s., który to rezultat jest do dziś rekordem mistrzostw Polski seniorów. 
5 maja 1976 w Atenach wraz z Józefem Ziubrakiem, Michałem Skowronkiem oraz Zenonem Szordykowskim ustanowił wynikiem 15:02,6 s. ciągle aktualny rekord Polski w biegu sztafetowym 4 x 1500 metrów.

## Osiągnięcia
| Rok  | Impreza                   | Miejsce       | Konkurencja    | Lokata      | Wynik   |
| ---- | ------------------------- | ------------- | -------------- | ----------- | ------- |
| 1974 | Mistrzostwa Europy        | Rzym          | bieg na 1500 m | 11. miejsce | 3:42,7  |
| 1977 | Halowe mistrzostwa Europy | San Sebastián | bieg na 1500 m | 5. miejsce  | 3:47,6  |
| 1977 | Półfinał pucharu Europy   | Warszawa      | bieg na 1500 m | 3. miejsce  | 3:44,15 |
| 1977 | Finał pucharu Europy      | Helsinki      | bieg na 1500 m | 4. miejsce  | 3:45,93 |
| 1978 | Halowe mistrzostwa Europy | Mediolan      | bieg na 1500 m | eliminacje  | 3:45,7  |

## Rekordy życiowe
Na stadionie
- bieg na 800 metrów – 1:46,7 s. (28 sierpnia 1974, Spała)[5]
- bieg na 1000 metrów – 2:19,0 s. (20 sierpnia 1974, Spała) - 10. wynik w historii polskiej lekkoatletyki[6]
- bieg na 1500 metrów – 3:37,3 s. (13 lipca 1977, Warszawa) - 11. wynik w historii polskiej lekkoatletyki[6]
- bieg na 3000 metrów – 7:54,0 s. (24 czerwca 1979, Brema)[6]
- bieg na 5000 metrów – 13:51,4 s. (24 kwietnia 1976, Sopot)